# Талли
Талли́ (рос. Таллы) — село у складі Грачовського району Оренбурзької області, Росія.

## Населення
Населення — 686 осіб (2010; 920 у 2002).
Національний склад (станом на 2002 рік):
- росіяни — 81 %